# 이란의 시리아 내전 개입
이란의 시리아 내전 개입은 시리아 내전 중 이란이 군사, 정치, 경제적으로 시리아에 개입한 일련의 사건 및 작전을 가리킨다. 이란과 시리아는 전략적으로 중요한 동맹국으로, 시리아 내전 중 이란은 시리아에 상당한 군수, 기술, 재정적 지원을 해주었으며, 이란군은 시리아군에 훈련 부대 및 전투원을 파견하기도 했다. 이란은 시리아 내전에서 시리아 정부가 승리하는 것이 역내 이익에 부합한다고 보고 있다. 시리아 내에서의 봉기가 내전으로 확대되었을 때, 이란의 군사적 지원은 눈에 띄게 급증했고 이란군은 시리아 국가방위군에 대한 훈련을 시리아와 이란에서 진행했다. 2011년 말부터 2012년 초까지 이란의 이슬람 혁명 수비대는 시리아 아랍군의 붕괴를 막기 위한 시리아 정부의 노력에 발맞춰 수만 명의 의용군을 시리아에 파견했다.
이란의 보안국 및 정보국은 바샤르 알아사드가 정권을 유지할 수 있도록 시리아 정부에 다양한 첩보를 제공하고 있다. 이런 첩보 제공은 시리아군의 훈련, 기술 제공, 전투원 파견 등이 있다. 시리아에 주둔하고 있는 이란군 병력은 수백 명에서 수만 명에 이를 것으로 추산된다. 또한 이란의 후원을 받고 있는 레바논 내 무장단체 헤즈볼라는 2012년부터 직접 시리아 내전에 참전하였다. 2013년부터 이란과 헤즈볼라는 시리아 정부에 중요한 전장에 지원을 나갔고 시리아 정부는 이를 통해 반군을 상대로 우위를 점했다.
2014년 시리아에 관한 제2차 제네바 회담과 발맞춰 이란 정부는 시리아 정부에 대한 지지를 확고히 했다. 2014년 이란이 시리아에 제공한 재정 지원은 100억 달러에서 1조 달러에 이를 것으로 추산되었다. 미국이나 이스라엘 서방 측 언론은 이란 정부가 시리아 내전에 개입한 목적이 강제 개종에 따른 시아파화, 시아파 수도사의 활동, 시아파 사원 건설, 그리고 외국의 열두 이맘파를 시리아에 정착시키는 시도가 있다고 분석했다.
2018년 10월부터 이란군의 드론은 이슬람 국가의 부대에 700번의 공습을 수행했다. 이란 정부의 개입이 최정점에 달했던 2015년부터 2018년까지 약 3년 동안 약 10,000명의 이슬람 혁명 수비대와 5,000명의 이란군이 시리아에 파견되었다. 2018년까지 쿠드스군 사령부의 장교들은 시리아 정부가 통치하는 지역 내에 이란이 후원하는 민병대 대원들 수천 명과 131개의 군 거점을 지휘했다.  2023년 기준으로 이란은 시리아에서 55개의 군사 기지와 515개의 군 거점을 운용하고 있고 이 군사 시설들은 대부분 알레포주와 데이르에조르주, 그리고 다마스쿠스 교외에 집중되어 있으며, 이 시설들은 시리아에서 운용 중인 외국군의 군사 시설의 70%를 차지한다.

## 같이 보기
- 헤즈볼라의 시리아 내전 관여
- 러시아-시리아-이란-이라크 동맹
- 외국의 시리아 내전 관여